# ロバート・パック
ロバート・ジョン・パック・ジュニア  (Robert John Pack ,Jr.  ,   1969年2月3日 - )は、アメリカ合衆国・ルイジアナ州ニューオーリンズ出身の元バスケットボール選手。現指導者。

## 選手経歴
地元ニューオーリンズの高校からテキサス州タイラーの短大に進学した後、1989年に南カリフォルニア大学に転校。平均13.4得点 5.3アシストを記録。1991年のNBAドラフトでは指名外に終わったものの、同年9月にポートランド・トレイルブレイザーズに契約。ウォルター・デイビスを押し退けてテリー・ポーターやダニー・エインジの控え役としてチームに貢献。1992年のNBAファイナルを経験したものの、マイケル・ジョーダン率いるシカゴ・ブルズに2勝4敗で敗退した。シーズン終了後、ロッド・ストリックランドと契約したのに伴い、デンバー・ナゲッツに移籍した。
ナゲッツではディケンベ・ムトンボ、マクムード・アブドゥル＝ラウーフらと共にプレー。1994年のプレーオフ1回戦では、第1シードのシアトル・スーパーソニックスを下し、NBAプレーオフ史上初の 第8シードのチームが第1シードのチームを下す という快挙を経験した。
以降はワシントン・ブレッツ、ニュージャージー・ネッツを経て、1997年2月にサム・キャセール、ショーン・ブラッドリーなどが絡んだ大型トレードでダラス・マーベリックスに移籍。更に数多くのチームを渡り歩いた後、2003年からはユーロリーグでもプレーし、2005年以降は契約するチームも無くなり、引退した。

## コーチ歴
2009年8月にニューオーリンズ・ホーネッツのアシスタントコーチに就任。2010年から3年間はロサンゼルス・クリッパーズのアシスタントを務める。2013年から2年間はオクラホマシティ・サンダーのアシスタントコーチを務め、2015年からはニューオーリンズ・ペリカンズのアシスタントコーチを務めている。

## その他
パックは現役時代、トリプル・ダブルを2回記録した経験を持つ。